# 訃報 1984年6月
訃報 1984年6月（ふほう 1984ねん6がつ）では、1984年（昭和59年）6月中に物故した、又は物故が報じられた人物についてまとめる。

## （1日 - 15日）
- 6月1日 - 柳兼子、声楽家（* 1892年）
- 6月1日 - アルヒープ・リューリカ、航空エンジニア（* 1908年）
- 6月2日 - 酒井佐和子[1]、漬物研究家（* 1907年）
- 6月5日 - 高橋進太郎、元行政管理庁長官・元宮城県知事（* 1902年）
- 6月8日 - 高山恒雄、労働運動家・参議院議員（* 1902年）
- 6月8日 - ゴードン・ジェイコブ、作曲家（* 1895年）
- 6月9日 - 横田郁、第一勧業銀行名誉会長・全国銀行協会連合会会長（* 1909年）
- 6月9日 - 吉田精一、国文学者（* 1908年）
- 6月11日 - 真継不二夫、写真家（* 1903年）
- 6月11日 - エンリコ・ベルリンゲル、イタリア共産党書記長（* 1922年）
- 6月15日 - 内田良平、俳優（* 1924年）
- 6月15日 - 竹山道雄、ドイツ文学者・小説家（* 1903年）
- 6月15日 - 山田潔、元広島東洋カープの監督（* 1921年）
- 6月15日 - メレディス・ウィルソン、作曲家（* 1902年）

## （16日 - 30日）
- 6月16日 - 宮下義雄、元東急フライヤーズ所属のプロ野球選手（* 1916年）
- 6月16日 - 湯山勇、衆議院議員（* 1912年）
- 6月16日 - ジョン・ランドール、物理学者（* 1905年）
- 6月17日 - 木崎国嘉、元大阪赤十字病院内科部長・元大手前女子大学理事（* 1907年）
- 6月17日 - 中川信夫、映画監督（* 1905年）
- 6月19日 - 松原操、歌手（* 1911年）
- 6月19日 - リー・クラズナー[要出典]、女流画家、ジャクソン・ポロックの妻（* 1908年）
- 6月23日 - 黒川弥太郎、俳優（* 1910年）
- 6月24日 - 柴田白葉女、俳人（* 1906年）
- 6月25日 - ミシェル・フーコー、思想家（* 1926年）
- 6月26日 - 時子山常三郎、経済学者・元早稲田大学総長（* 1900年）
- 6月30日 - リリアン・ヘルマン、戯曲作家（* 1905年）